# Lukáš Vydra
Lukáš Vydra (* 23. August 1973 in Prag) ist ein ehemaliger tschechischer Leichtathlet, der im Mittelstreckenlauf antrat.

## Sportliche Laufbahn
Erste internationale Erfahrungen sammelte Lukáš Vydra bei den Halleneuropameisterschaften 1996 in Stockholm, bei denen er in 3:46,20 min auf Platz vier im 1500-Meter-Lauf gelangte. Im Jahr darauf qualifizierte er sich über 800 Meter für die Weltmeisterschaften in Athen, bei denen er mit 1:50,08 min im Vorlauf ausschied. 1998 gelangte er bei den Halleneuropameisterschaften in Valencia bis in das Halbfinale und schied dort mit 1:50,23 min aus. Im Sommer gewann er bei den Europameisterschaften in Budapest in 1:45,23 min die Bronzemedaille hinter dem Deutschen Nils Schumann und André Bucher aus der Schweiz. 1999 gelangte er bei den Hallenweltmeisterschaften in Maebashi erneut bis in das Halbfinale, in dem er mit 1:49,38 min ausschied. Zwei Jahre später nahm er zum letzten Mal an einem internationalen Event, den Hallenweltmeisterschaften in Lissabon, teil und schied dort mit 1:50,99 min im Vorlauf aus.
1998 wurde Vydra Tschechischer Meister im 800-Meter-Lauf im Freien sowie 1999 und 2001 in der Halle. Zudem wurde er 1996 Hallenmeister über 1500 Meter.

## Bestleistungen
- 800 Meter: 1:44,84 min, 12. August 1998 in Zürich
  - 800 Meter (Halle): 1:47,12 min, 4. Februar 1998 in Prag
- 1000 Meter: 2:16,56 min, 5. August 1998 in Stockholm (Tschechischer Rekord)
  - 1000 Meter (Halle): 2:20,62 min, 16. Februar 2001 in Halle
- 1500 Meter: 3:41,59 min, 7. Juni 1997 in Prag
  - 1500 Meter (Halle): 3:41,51 min, 9. März 1996 in Stockholm